# Caudal Deportivo
Caudal Deportivo is een Spaanse voetbalclub uit Mieres, die na haar degradatie op het einde van het seizoen 2010-2011, uitkomt in de Tercera División. De club werd in 1918 opgericht en speelt haar thuiswedstrijden in Estadio Hermanos Antuña.
De ploeg kende haar beste periode wanneer ze vanaf 1951 tot en met 1958 zeven achtereenvolgende seizoenen in de Segunda División A speelde.
Real Avilés ·
Avilés Stadium CF ·
Caudal Deportivo ·
UC Ceares ·
CD Colunga ·
Condal CF ·
UD Gijón Industrial ·
SD Lenense ·
L'Entregu CF ·
UD Llanera ·
CD Llanes ·
CD Mosconia ·
SD Navarro CF ·
CD Praviano ·
EI San Martín ·
Club Siero ·
Real Titánico ·
CD Tuilla ·
Urraca CF ·
Valdesoto CF ·
CD Vallobín ·